# Susan McNuff
Susan McNuff (* 21. September 1956 in London als Susan Handscomb) ist eine ehemalige britische Ruderin.

## Biografie
Susan Handscomb nahm bei den Olympischen Sommerspielen 1980 in Moskau mit Astrid Ayling im Doppelzweier teil. Das Duo schied jedoch im Vorlauf aus und klassierte am Ende als Siebter des Wettkampfes.
Ihr Ehemann Ian McNuff war ebenfalls Ruderer.